# Olympische Sommerspiele 1992/Teilnehmer (Ägypten)
| Gelbes Symbol für Goldmedaillen mit stilisierten Olympischen Ringen | Graues Symbol für Silbermedaillen mit stilisierten Olympischen Ringen | Braundes Symbol für Bronzemedaillen mit stilisierten Olympischen Ringen |
| ------------------------------------------------------------------- | --------------------------------------------------------------------- | ----------------------------------------------------------------------- |
| —                                                                   | —                                                                     | —                                                                       |

Ägypten nahm an den Olympischen Sommerspielen 1992 in Barcelona mit einer Delegation von 75 Athleten (72 Männer und drei Frauen) an 32 Wettkämpfen in 13 Sportarten teil. Es konnten dabei keine Medaillen gewonnen werden.

## Teilnehmer nach Sportarten

### Boxen
Männer
- Moustafa Esmail
Fliegengewicht: 1. Runde

- Emil Rizk
Leichtgewicht: 1. Runde

- Kbary Salim
Halbmittelgewicht: 1. Runde

### Fechten
Männer
- Maged Abdallah
Florett, Einzel: 41. Platz

### Fußball
Männer
- Gruppenphase

- Kader
  - Tor

1 Nader El-Sayed
12 Essam Abdelazim
19 Mohamed Sallam
  - Abwehr

2 Amer El-Hadidy
3 Tamer Abdul Hamid
4 Khaled El-Ghandour
5 Haytham Farouk
6 Sami El Sheshini
7 Yehia Nabil Khaled
16 Tawfik Sakr
17 Ahmed Nakhla
  - Mittelfeld

8 Hady Khashaba
13 Mohamed Youssef
15 Akl Gadallah
  - Sturm

9 Moustafa Ibrahim
10 Mohamed Abou Greisha
11 Yasser Rayyan
14 Moustafa Sadek
18 Mohamed Abdelaty
20 Ibrahim El-Masry

### Gewichtheben
Männer
- Moustafa Allozy
Mittelgewicht: DNF

- Ibrahim El-Bakh
II. Schwergewicht: DNF

- Reda El-Batoty
Superschwergewicht: 15. Platz

- Hamdy Basiony Hassan
Mittelgewicht: 18. Platz

- Mahmoud Mahgoub
Mittelschwergewicht: 16. Platz

### Handball
Männer
- 11. Platz

- Kader
Hosam Abdallah
Mohamed Abdel Mohamed
Gohar Al-Nil
Ahmed Belal
Ahmed Debes
Ahmed El-Attar
Ahmed El-Awady
Aser El-Kasaby
Khaled El-Kordy
Adel El-Sharkawy
Ashraf Mabrouk Awaad
Yasser Mahmoud
Amer Serageldin
Ayman Abdel Hamid Soliman

### Hockey
Männer
- 12. Platz

- Kader
Gamal Amin Abdel Ghani
Gamal Ahmed Abdulla
Mohamed Sayed Abdulla
Magdy Ahmed Abdullah
Abdel Khlik Abou El-Yazi
Ashraf Shafik Gindy
Hussain Mohamed Hassan
Hisham Moustafa Korany
Ehab Moustafa Mansour
Amro El-Sayed Mohamady
Gamal Fawzi Mohamed
Mohamed Samir Mohamed
Wael Fahim Mostafa
Amro El-Sayed Osman
Mohamed El-Sayed Tantawy
Ibrahim Mahmoud Tawfik

### Judo
| Männer - Ahmed El-Sayed Ultraleichtgewicht: 23. Platz - Aiman El-Shewy Halbleichtgewicht: 21. Platz | Frauen - Heba Hefny Schwergewicht: 20. Platz |

### Moderner Fünfkampf
Männer
- Mohamed Abdou El-Souad
Einzel: 44. Platz
Mannschaft: 14. Platz

- Moustafa Adam
Einzel: 34. Platz
Mannschaft: 14. Platz

- Sherif El-Erian
Einzel: 60. Platz
Mannschaft: 14. Platz

### Reiten
- André Salah Sakakini
Springen, Einzel: 60. Platz

### Ringen
Männer
- Mohyeldin Ramada Hussain
Mittelgewicht, griechisch-römisch: 2. Runde

- Moustafa Ramada Hussain
Halbschwergewicht, griechisch-römisch: 3. Runde

- Ahmed Ibrahim
Federgewicht, griechisch-römisch: 2. Runde

### Schießen
Männer
- Mohamed Khorshed
Skeet: 33. Platz

- Khaled Sabet
Skeet: 51. Platz

- Tarek Sabet
Trap: 52. Platz

- Sherif Saleh
Trap: 33. Platz

- Tarek Zaki Riadh
Luftpistole: 39. Platz
Freie Pistole: 16. Platz

### Schwimmen
| Männer - Mohamed El-Azoul 50 Meter Freistil: 37. Platz 100 Meter Freistil: 52. Platz | Frauen - Rania El-Wani 50 Meter Freistil: 32. Platz 100 Meter Freistil: 30. Platz 200 Meter Freistil: 31. Platz 100 Meter Rücken: 45. Platz |

### Tischtennis
| Männer - Ashraf Helmy Einzel: Gruppenphase | Frauen - Nihal Meshref Einzel: Gruppenphase |